# Liste der Gebietsänderungen in Sachsen 1996
Die Liste der Gebietsänderungen in Sachsen 1996 enthält Änderungen an Gemeindegebieten des Freistaats Sachsen in der Zeit vom 1. Januar 1996 bis zum 31. Dezember 1996. Dazu zählen unter anderem Zusammenschlüsse und Trennungen von Gemeinden, Eingliederungen von Gemeinden in eine andere, Änderungen des Gemeindenamens und Umgliederungen von Teilen einer Gemeinde in eine andere.

In Sachsen kam es im Jahr 1996 zu 74 Gemeindegebietsänderungen, davon 55 Eingliederungen, acht Umgliederungen, zwei Namensänderungen, eine Neubildunge sowie acht Zusammenschlüsse von Gemeinden bzw. Kreisen. In 57 der 74 Fälle besteht die Gemeinde nach Änderung noch, die anderen wurden durch spätere Gebietsänderungen aufgelöst.
Zum 1. Januar 1996 traten das 1. und das 2. Kreisgebietsreformänderungsgesetz in Kraft. Im ersten Änderungsgesetz wurden die Gründung des Landkreises Meißen-Radebeul und die Auflösung des Landkreises Hoyerswerda geregelt. Im zweiten Änderungsgesetz wurde die Gründung des Vogtlandkreises beschlossen.

## Legende
- Datum: juristisches Wirkungsdatum der Gebietsänderung
- Gemeinde vor der Änderung: Gemeinde vor der Gebietsänderung
- Gebietsänderung: Art der Gebietsänderung
- Gemeinde nach der Änderung: Gemeinde nach der Gebietsänderung
- Landkreis: Landkreis der Gemeinde nach der Gebietsänderung
- OT: Ortsteil

Die Sortierung erfolgt chronologisch: Datum, kreisfreie Städte, Landkreise, aufnehmende oder neu gebildete Gemeinde. Heute noch bestehende Gemeinden sind farbig unterlegt.

## Liste der Gebietsänderungen
| Datum      | Gemeinde vor Änderung | Gebietsänderung                                                                            | Gemeinde nach Änderung                                                                     | Landkreis                                                                                  |
| ---------- | --- | ------------------------------------------------------------------------------------------ | ------------------------------------------------------------------------------------------ | ------------------------------------------------------------------------------------------ |
| 01.01.1996 | Kreisneugliederung 28 Landkreise, 6 kreisfreie Städte → 22 Landkreise, 7 kreisfreie Städte | Kreisneugliederung 28 Landkreise, 6 kreisfreie Städte → 22 Landkreise, 7 kreisfreie Städte | Kreisneugliederung 28 Landkreise, 6 kreisfreie Städte → 22 Landkreise, 7 kreisfreie Städte | Kreisneugliederung 28 Landkreise, 6 kreisfreie Städte → 22 Landkreise, 7 kreisfreie Städte |
| 01.01.1996 | Frohnau | Eingliederung nach                                                                         | Annaberg-Buchholz                                                                          | Annaberg                                                                                   |
| 01.01.1996 | Heinrichsort | Eingliederung nach                                                                         | Lichtenstein/Sa.                                                                           | Chemnitzer Land                                                                            |
| 01.01.1996 | Lobsdorf | Eingliederung nach                                                                         | St. Egidien                                                                                | Chemnitzer Land                                                                            |
| 01.01.1996 | Lichtenwalde 155 Hektar mit 41 Einwohnern | Umgliederung nach                                                                          | Chemnitz                                                                                   | –                                                                                          |
| 01.01.1996 | Lichtenwalde übriges Gemeindegebiet | Umgliederung nach                                                                          | Niederwiesa                                                                                | Freiberg                                                                                   |
| 01.01.1996 | Weißenborn/Erzgeb. 11,6 Hektar mit 57 Einwohnern | Umgliederung nach                                                                          | Brand-Erbisdorf                                                                            | Freiberg                                                                                   |
| 01.01.1996 | Brand-Erbisdorf 16,6 Hektar | Umgliederung nach                                                                          | Weißenborn/Erzgeb.                                                                         | Freiberg                                                                                   |
| 01.01.1996 | Arnoldsgrün | Eingliederung nach                                                                         | Schöneck/Vogtl.                                                                            | Vogtlandkreis                                                                              |
| 01.01.1996 | Großfriesen | Eingliederung nach                                                                         | Plauen                                                                                     | –                                                                                          |
| 01.01.1996 | Obermylau | Eingliederung nach                                                                         | Mylau                                                                                      | Vogtlandkreis                                                                              |
| 01.01.1996 | Rotschau | Eingliederung nach                                                                         | Reichenbach/Vogtl.                                                                         | Vogtlandkreis                                                                              |
| 01.01.1996 | Niederlauterstein | Eingliederung nach                                                                         | Marienberg                                                                                 | Mittlerer Erzgebirgskreis                                                                  |
| 01.01.1996 | Frankenau mit Thalheim | Eingliederung nach                                                                         | Mittweida                                                                                  | Mittweida                                                                                  |
| 01.01.1996 | Reichenbach | Eingliederung nach                                                                         | Kriebstein                                                                                 | Mittweida                                                                                  |
| 01.01.1996 | Lichtenau | Eingliederung nach                                                                         | Stützengrün                                                                                | Aue-Schwarzenberg                                                                          |
| 01.01.1996 | Burkhardtsgrün | Eingliederung nach                                                                         | Zschorlau                                                                                  | Aue-Schwarzenberg                                                                          |
| 01.01.1996 | Zschocken | Eingliederung nach                                                                         | Hartenstein                                                                                | Zwickauer Land                                                                             |
| 01.01.1996 | Wolfersgrün | Eingliederung nach                                                                         | Kirchberg                                                                                  | Zwickauer Land                                                                             |
| 01.01.1996 | Lichtentanne mit Freiheitssiedlung, Jahnsiedlung, Randsiedlung, Thanhof, Schönfels mit Altrottmannsdorf, Stenn | Zusammenschluss zu                                                                         | Lichtentanne                                                                               | Zwickauer Land                                                                             |
| 01.01.1996 | Dänkritz, Lauterbach mit Nichzenhain | Eingliederung nach                                                                         | Neukirchen/Pleiße                                                                          | Zwickauer Land                                                                             |
| 01.01.1996 | Königswalde, Steinpleis | Eingliederung nach                                                                         | Werdau                                                                                     | Zwickauer Land                                                                             |
| 01.01.1996 | Deutschenbora | Eingliederung nach                                                                         | Nossen                                                                                     | Meißen-Radebeul                                                                            |
| 01.01.1996 | Helbigsdorf-Blankenstein mit Blankenstein, Helbigsdorf | Eingliederung nach                                                                         | Wilsdruff                                                                                  | Meißen-Radebeul                                                                            |
| 01.01.1996 | Mulkwitz | Eingliederung nach                                                                         | Schleife                                                                                   | Niederschlesischer Oberlausitzkreis                                                        |
| 01.01.1996 | Nieder-Neundorf mit Kahle Meile | Eingliederung nach                                                                         | Rothenburg/O.L.                                                                            | Niederschlesischer Oberlausitzkreis                                                        |
| 01.01.1996 | Uhyst 1098 Hektar mit 54 Einwohnern | Umgliederung nach                                                                          | Lohsa                                                                                      | Westlausitz-Dresdner Land                                                                  |
| 01.01.1996 | Lohsa 16,6 Hektar | Umgliederung nach                                                                          | Uhyst                                                                                      | Niederschlesischer Oberlausitzkreis                                                        |
| 01.01.1996 | Kraußnitz mit Böhla, Schönfeld mit Liega, Linz | Zusammenschluss zu                                                                         | Schönfeld                                                                                  | Riesa-Großenhain                                                                           |
| 01.01.1996 | Ponickau mit Lüttichau, Naundorf b. Ortrand, Thiendorf mit Lötzschen, Sacka, Stölpchen, Welxande | Zusammenschluss zu                                                                         | Thiendorf                                                                                  | Riesa-Großenhain                                                                           |
| 01.01.1996 | Oelsen | Eingliederung nach                                                                         | Bad Gottleuba                                                                              | Sächsische Schweiz                                                                         |
| 01.01.1996 | Bärenburg mit Oberbärenburg, Waldbärenburg, Schellerhau | Eingliederung nach                                                                         | Altenberg                                                                                  | Weißeritzkreis                                                                             |
| 01.01.1996 | Dittersdorf mit Bärenhecke, Börnchen b. Lauenstein, Neudörfel, Rückenhain | Eingliederung nach                                                                         | Glashütte                                                                                  | Weißeritzkreis                                                                             |
| 01.01.1996 | Malter, Paulsdorf, Seifersdorf | Zusammenschluss zu                                                                         | Malter                                                                                     | Weißeritzkreis                                                                             |
| 01.01.1996 | Schönfeld mit Oberpöbel | Eingliederung nach                                                                         | Schmiedeberg                                                                               | Weißeritzkreis                                                                             |
| 01.01.1996 | Bulleritz, Cosel-Zeisholz mit Cosel, Zeisholz, Grüngräbchen | Eingliederung nach                                                                         | Schwepnitz                                                                                 | Westlausitz-Dresdner Land                                                                  |
| 01.01.1996 | Burghammer mit Burg, Burgneudorf, Spreetal, Neustadt mit Cosel, Zeisholz, Spreewitz mit Zerre | Zusammenschluss zu                                                                         | Spreetal                                                                                   | Westlausitz-Dresdner Land                                                                  |
| 01.01.1996 | Schönborn | Eingliederung nach                                                                         | Langebrück                                                                                 | Westlausitz-Dresdner Land                                                                  |
| 01.01.1996 | Weißig | Eingliederung nach                                                                         | Oßling                                                                                     | Westlausitz-Dresdner Land                                                                  |
| 01.01.1996 | Schwarzkollm, Zeißig mit Klein-Zeißig | Eingliederung nach                                                                         | Hoyerswerda                                                                                | –                                                                                          |
| 01.01.1996 | Battaune, Doberschütz, Mörtitz, Paschwitz mit Bunitz, Mölbitz, Sprotta mit Sprotta-Siedlung, Wöllnau mit Winkelmühle | Zusammenschluss zu                                                                         | Doberschütz                                                                                | Delitzsch                                                                                  |
| 01.01.1996 | Beicha mit Gödelitz, Meila, Nelkanitz, Schweimnitz, Lüttewitz mit Choren, Dreißig, Gertitzsch, Jochhöh, Kleinmockritz, Leschen, Maltitz, Markritz, Petersberg, Prüfern, Theeschütz, Geleitshäuser, Mochau mit Großsteinbach, Präbschütz, Schallhausen, Simselwitz   | Zusammenschluss zu                                                                         | Mochau                                                                                     | Döbeln                                                                                     |
| 01.01.1996 | Audigast mit Kobschütz, Schnaudertrebnitz, Auligk mit Gatzen, Kleinprießligk, Löbnitz-Bennewitz, Maltitz, Methewitz, Michelwitz, Nöthnitz, Pautzsch, Saasdorf, Berndorf mit Hohendorf, Langhain, Oellschütz, Großstolpen mit Cöllnitz, Droßkau, Obertitz, Pödelwitz | Eingliederung nach                                                                         | Groitzsch                                                                                  | Leipziger Land                                                                             |
| 01.01.1996 | Störmthal mit Güldengossa, Rödgen | Eingliederung nach                                                                         | Großpösna                                                                                  | Leipziger Land                                                                             |
| 01.01.1996 | Tanndorf mit Elln, Maaschwitz, Podelwitz | Eingliederung nach                                                                         | Zschadraß                                                                                  | Muldentalkreis                                                                             |
| 01.01.1996 | Staritz | Eingliederung nach                                                                         | Belgern                                                                                    | Torgau-Oschatz                                                                             |
| 01.04.1996 | Schwarzbach | Eingliederung nach                                                                         | Elterlein                                                                                  | Annaberg                                                                                   |
| 01.04.1996 | Kuhschnappel | Eingliederung nach                                                                         | St. Egidien                                                                                | Chemnitzer Land                                                                            |
| 01.04.1996 | Himmelhartha | Eingliederung nach                                                                         | Lunzenau                                                                                   | Landkreis Mittweida                                                                        |
| 01.04.1996 | Rottmarsdorf | Eingliederung nach                                                                         | Zwickau                                                                                    | –                                                                                          |
| 01.04.1996 | Kringelsdorf | Eingliederung nach                                                                         | Boxberg                                                                                    | Niederschlesischer Oberlausitzkreis                                                        |
| 01.04.1996 | Hirschstein mit Althirschstein, Bahra, Böhla, Boritz, Neuhirschstein, Schänitz | Eingliederung nach                                                                         | Mehltheuer                                                                                 | Riesa-Großenhain                                                                           |
| 01.04.1996 | Kipsdorf | Eingliederung nach                                                                         | Altenberg                                                                                  | Weißeritzkreis                                                                             |
| 01.04.1996 | Landkreis Westlausitz-Dresdner Land | Namensänderung zu                                                                          | Landkreis Kamenz                                                                           | –                                                                                          |
| 01.04.1996 | Altmörbitz, Dolsenhain, Gnandstein mit Wüstenhain | Eingliederung nach                                                                         | Kohren-Sahlis                                                                              | Leipziger Land                                                                             |
| 01.04.1996 | Markranstädt 109 Hektar mit 9 Einwohnern | Umgliederung nach                                                                          | Leipzig                                                                                    | –                                                                                          |
| 01.04.1996 | Leipzig 75 Hektar | Umgliederung nach                                                                          | Markranstädt                                                                               | Leipziger Land                                                                             |
| 01.04.1996 | Oelzschau mit Kömmlitz | Eingliederung nach                                                                         | Espenhain                                                                                  | Leipziger Land                                                                             |
| 01.04.1996 | Röcknitz-Böhlitz mit Böhlitz, Röcknitz, Zwochau | Eingliederung nach                                                                         | Thallwitz                                                                                  | Muldentalkreis                                                                             |
| 01.07.1996 | Grumbach mit Neugrumbach | Eingliederung nach                                                                         | Jöhstadt                                                                                   | Annaberg                                                                                   |
| 01.07.1996 | Langenbach mit Fahrbrücke, Grünau, Lerchenberg, Neudörfel, Weißbach | Neubildung von                                                                             | Langenweißbach                                                                             | Zwickauer Land                                                                             |
| 01.07.1996 | Leutersbach 270 Hektar mit 95 Einwohnern (Ortsteil Giegengrün) | Umgliederung nach                                                                          | Hartmannsdorf b. Kirchberg                                                                 | Zwickauer Land                                                                             |
| 01.07.1996 | Leutersbach übriges Gemeindegebiet | Umgliederung nach                                                                          | Kirchberg                                                                                  | Zwickauer Land                                                                             |
| 01.07.1996 | Großdrebnitz mit Goldbach, Weickersdorf | Eingliederung nach                                                                         | Bischofswerda                                                                              | Bautzen                                                                                    |
| 01.07.1996 | Leutewitz | Eingliederung nach                                                                         | Riesa                                                                                      | Riesa-Großenhain                                                                           |
| 01.07.1996 | Quersa-Brockwitz mit Brockwitz, Quersa | Eingliederung nach                                                                         | Lampertswalde                                                                              | Riesa-Großenhain                                                                           |
| 01.07.1996 | Goppeln mit Gaustritz, Golberode, Kauscha | Eingliederung nach                                                                         | Bannewitz                                                                                  | Weißeritzkreis                                                                             |
| 01.07.1996 | Authausen | Eingliederung nach                                                                         | Kossa                                                                                      | Delitzsch                                                                                  |
| 01.07.1996 | Frankenheim 24,68 Hektar | Umgliederung nach                                                                          | Miltitz                                                                                    | Leipziger Land                                                                             |
| 01.07.1996 | Miltitz 25,06 Hektar | Umgliederung nach                                                                          | Frankenheim                                                                                | Leipziger Land                                                                             |
| 01.07.1996 | Lippendorf-Kieritzsch mit Kieritzsch, Lippendorf | Eingliederung nach                                                                         | Neukieritzsch                                                                              | Leipziger Land                                                                             |
| 01.07.1996 | Obergräfenhain | Eingliederung nach                                                                         | Langensteinbach                                                                            | Mittweida                                                                                  |
| 01.07.1996 | Plaußig | Eingliederung nach                                                                         | Leipzig                                                                                    | –                                                                                          |
| 01.08.1996 | Bärenstein 657 Hektar mit 844 Einwohnern (Ortsteil Lauenstein) | Umgliederung nach                                                                          | Geising                                                                                    | Weißeritzkreis                                                                             |
| 01.10.1996 | Dörfel | Eingliederung nach                                                                         | Schlettau                                                                                  | Annaberg                                                                                   |
| 01.10.1996 | Freiberg 3,3 Hektar mit 2 Einwohnern | Umgliederung nach                                                                          | Brand-Erbisdorf                                                                            | Freiberg                                                                                   |
| 01.10.1996 | Crossen mit Schneppendorf | Eingliederung nach                                                                         | Zwickau                                                                                    | –                                                                                          |
| 01.10.1996 | Mehltheuer | Namensänderung zu                                                                          | Hirschstein                                                                                | Riesa-Großenhain                                                                           |
| 01.10.1996 | Seerhausen mit Groptitz, Kalbitz | Eingliederung nach                                                                         | Plotitz                                                                                    | Riesa-Großenhain                                                                           |
| 01.10.1996 | Narsdorf mit Dölitzsch, Ossa mit Bruchheim, Kolka, Niederpickenhain, Wenigossa, Rathendorf mit Oberpickenhain | Zusammenschluss zu                                                                         | Narsdorf                                                                                   | Leipziger Land                                                                             |
| 01.10.1996 | Rüssen-Kleinstorkwitz | Eingliederung nach                                                                         | Zwenkau                                                                                    | Leipziger Land                                                                             |

## Quelle
- Statistisches Landesamt Sachsen: Gebietsänderungen ab 1. Januar 1996 bis 31. Dezember 1998 (XLSX-Datei; 40 kB)